# ایوان استویتسوف
ایوان استویتسوف (انگلیسی: Ivan Stoitsov؛ زادهٔ ۲۲ مارس ۱۹۸۵) وزنه‌بردار اهل بلغارستان است.